# Taubenturm (Brou-sur-Chantereine)
Koordinaten: 48° 53′ 18,6″ N, 2° 37′ 56,5″ O

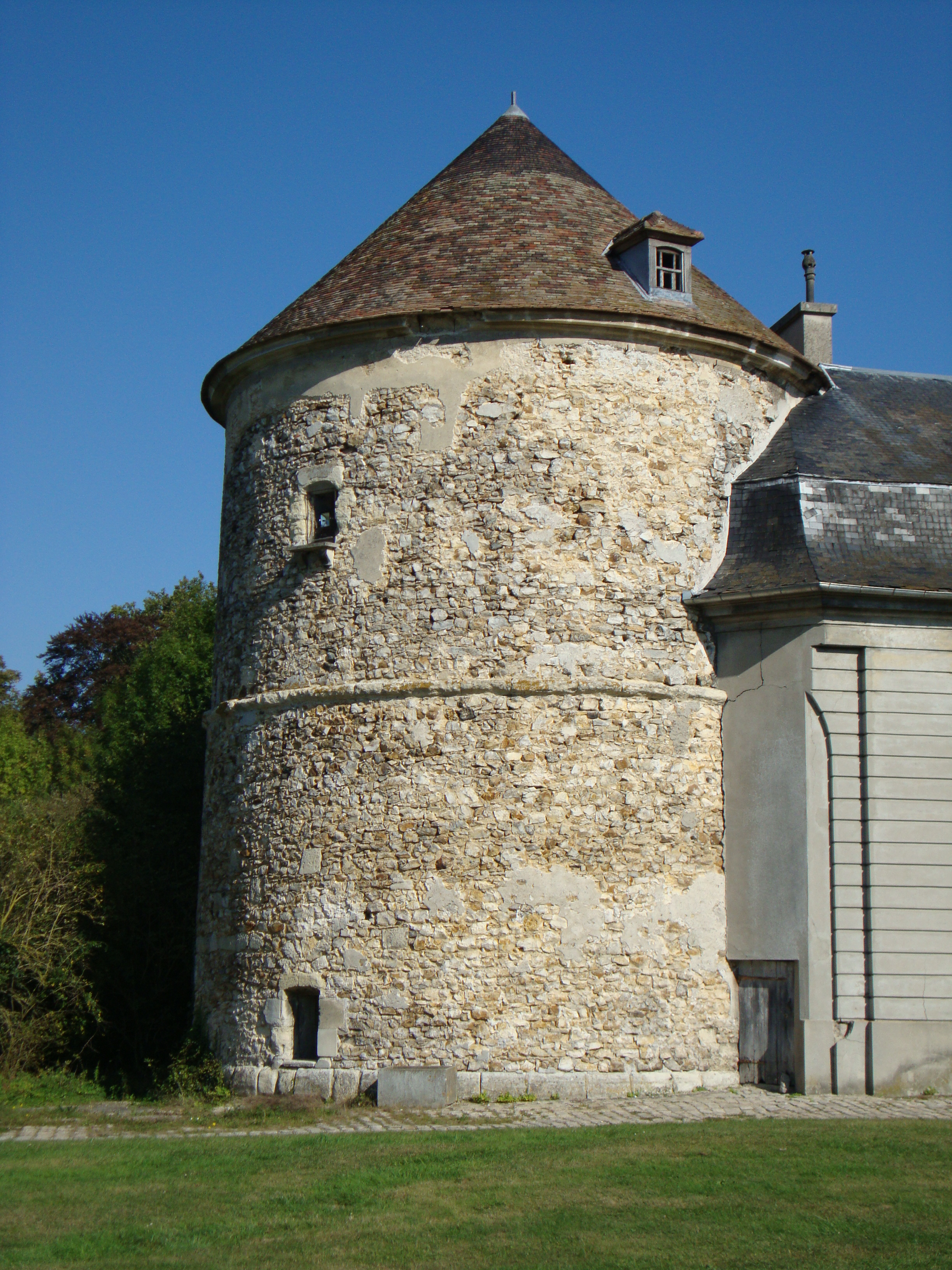
Taubenturm in Brou-sur-Chantereine

Der Taubenturm (französisch colombier oder pigeonnier) in Brou-sur-Chantereine, einer französischen Gemeinde im Département Seine-et-Marne in der Region Île-de-France, wurde 1545 errichtet.

## Geschichte
Der Taubenturm im Park des Schlosses steht seit 1984 als Monument historique auf der Liste der Baudenkmäler in Frankreich.
Der runde Taubenturm aus Bruchsteinmauerwerk gehörte vermutlich zu einem Vorgängerbau des heutigen Schlosses, das erst im 17. Jahrhundert errichtet wurde.